# Mad Father
Mad Father (マッドファーザー, Maddofāzā) é um jogo eletrônico RPG de survival horror feito em software gratuito. Foi desenvolvido pelo japonês Sen, publicado pela Miscreant's Room e lançado originalmente em 10 de dezembro de 2012 e em 22 de setembro de 2016 na Steam. O jogo conta a história de Aya Drevis, uma garota de 11 anos que mora em uma mansão isolada no norte da Alemanha.
Desde a morte de sua mãe, ela vive apenas com seu pai e a assistente dele, Maria. Em seu laboratório secreto, ele esconde um terrível segredo.